# Список річок Антарктиди
Це список річок Антарктиди. Хоча вони називаються річки, потоки або струмки, технічно все перелічене є потоками талої води.

## Список річок
| Назва            | Назва англійською    | Координати                                                            | Опис | Зображення |
| ---------------- | -------------------- | --------------------------------------------------------------------- | --- | ---------- |
| Адамс (струмок)  | англ. Adams Stream   | 78°6′ пд. ш. 163°45′ сх. д. / 78.100° пд. ш. 163.750° сх. д.          | Потік льодовикової талої води, близько 800 метрів у довжину. Знаходиться на березі Скотта. Назва пов'язана з льдовиком Адамса. |            |
| Альф (річка)     | англ. Alph River     | 78°12′ пд. ш. 163°45′ сх. д. / 78.200° пд. ш. 163.750° сх. д.         | Невелика річка, що впадає в затоку, що розташована на території Землі Вікторії. Вона витікає з озера Троу та закінчуться підльодовиковим потоком під льодовиком Кетліц у затоці Мак-Мердо. |            |
| Г'юї (потік)     | англ. Huey Creek     | 77°36′ пд. ш. 163°06′ сх. д. / 77.600° пд. ш. 163.100° сх. д.         | Льодовий потік талої води довжиною 2,2 кілометри. Тече на південь від гори Фальконер до північно-центрального берега озера Фрікселл. Назву запропонувала Дайан МакНайт, яка проводила широкі гідрологічні дослідження в басейні озера Фрікселл у 1987-94 роках. Вибір такої назви мав виразити підтримку ескадрильї військово-морських сил США, які використовували гвинтокрили UH-1N Twin Huey. |            |
| Джеммі (потік)   | англ. Jemmi Creek    | 63°51′42″ пд. ш. 57°57′37″ зх. д. / 63.86167° пд. ш. 57.96028° зх. д. | Потік талої води на рівнині Ебернаті, що на острові Джеймса Росса. Має декілька джерел, зокрема від головної льодовикової шапки острова Джеймса Росса. У 2014 Купер Міллмен (англ. Cooper Millman) виміряв довжину річки з притоками, у результаті загальна довжина вийшла 10,3 кілометра. |            |
| Дорам (потік)    | англ. Doran Stream   | 77°42′ пд. ш. 162°36′ сх. д. / 77.700° пд. ш. 162.600° сх. д.         | Потік талої води довжиною близько 3 кілометрів, що тече на північ від льодовика Доран та на схід від льодовика Соллас до потоку Пріску в долині Тейлора, що на Землі Вікторії. Назву отримав у 1996 році на честь Пітера Дорана, палеолімнолога, який проводив дослідження палеолімнології та клімату сухих долин Мак-Мердо з 1993 року. |            |
| Ейкен (потік)    | англ. Aiken Creek    | 77°36′ пд. ш. 163°17′ сх. д. / 77.600° пд. ш. 163.283° сх. д.         | Потік талої води з льодовика у долини Тейлора, що розташований на Землі Вікторії. Протікає на захід від льодовика Уелса, поряд з Озером багатьох льодовиків, далі на захід до озера Фрікселл. Довжина потоку становить близько 6 кілометрів. Названий на честь американського геолога з Геологічної служби США, члена польової групи протягом трьох літніх сезонів, 1987—1991 років, який допомагав у встановленні гідрометричних станцій на потоках, що впадають в озеро Фрікселл у сезоні 1990—1991. |            |
| Лоусон (потік)   | англ. Lawson Creek   | 77°43′ пд. ш. 162°16′ сх. д. / 77.717° пд. ш. 162.267° сх. д.         | Потік талої води довжиною близько 400 метрів. Він тече на південний схід від південно-західного краю льодовика Рона до північно-західного кута озера Чад у долині Тейлор, що знаходиться на території Землі Вікторії. Потік отримав назву від Консультативного комітету з антарктичних назв у 1996 році на честь Веді Лоусон, гляціолога Кентерберійського університету, керівника експедиції, яка вивчала льодовикові процеси на льодовику Тейлора протягом літніх сезонів 1992 та 1993 років.        |            |
| Онікс (річка)    | англ. Onyx River     | 77°32′ пд. ш. 161°45′ сх. д. / 77.533° пд. ш. 161.750° сх. д.         | Діюча річка. Найдовша річка Антарктиди. Її довжина понад 32 км. Тече до озера Ванда знаходиться в Сухій долині Райт. В зв'язку з екстремальними кліматичними умовами вона тече всього два місяці під час антарктичного літа. |            |
| Пріску (потік)   | англ. Priscu Stream  | 77°39′ пд. ш. 162°45′ сх. д. / 77.650° пд. ш. 162.750° сх. д.         | Потік талої води довжиною 3,8 кілометра, що тече на південний захід від південно-східного кінця льодовика Лакруа до північно-східного краю озера Бонні в долині Тейлора, що на Землі Вікторії. Живиться також від льодовика Соллас та потоку Доран. Потік отримав свою назву у 1996 на честь еколога Джона Пріску з Університету штату Монтана. Він з 1984 року провів численні дослідження морських і прісноводних систем у регіоні Мак-Мердо та автор численних робіт з екології цього району.       |            |
| Резовскі (потік) | англ. Rezovski Creek | 62°38′28″ пд. ш. 60°21′57″ зх. д. / 62.64111° пд. ш. 60.36583° зх. д. | Потік довжиною приблизно 500 метрів. Знаходиться у північно-західній частині схилу Балканського снігового поля, що на сході острова Лівінгстон. Притоки протікають поряд зі станцією Святого Климента. Його нижня течія утворю Велику лагуну, а її гирло знаходиться на південно-західному кінці Болгарського пляжу, який використовується для обслуговування станції Святого Климента. Назву потік отримав 29 жовтня 1996 року на честь річки Резовська на південному сході Болгарії.                 |            |
| Сурко (струмок)  | англ. Surko Stream   | 77°25′ пд. ш. 163°44′ сх. д. / 77.417° пд. ш. 163.733° сх. д.         | Струмок льодовикової талої води довжиною 1,6 кілометра. Протікає на південь від мису Гнейс на узбережжі Землі Вікторії. Його дослідженням займався Роберт Ніколс, геолог компанії Metcalf and Eddy, яка проводила тут інженерні дослідження за контрактом з військово-морськими силами США у сезоні 1960–61 років. Названа Ніколсом на честь лейтенанта ВМС США Олександра Сурко, другого командувача військово-морської групи, яка працювала на посадковій смузі поблизу цього струмка.               |            |